# Radiation assessment detector

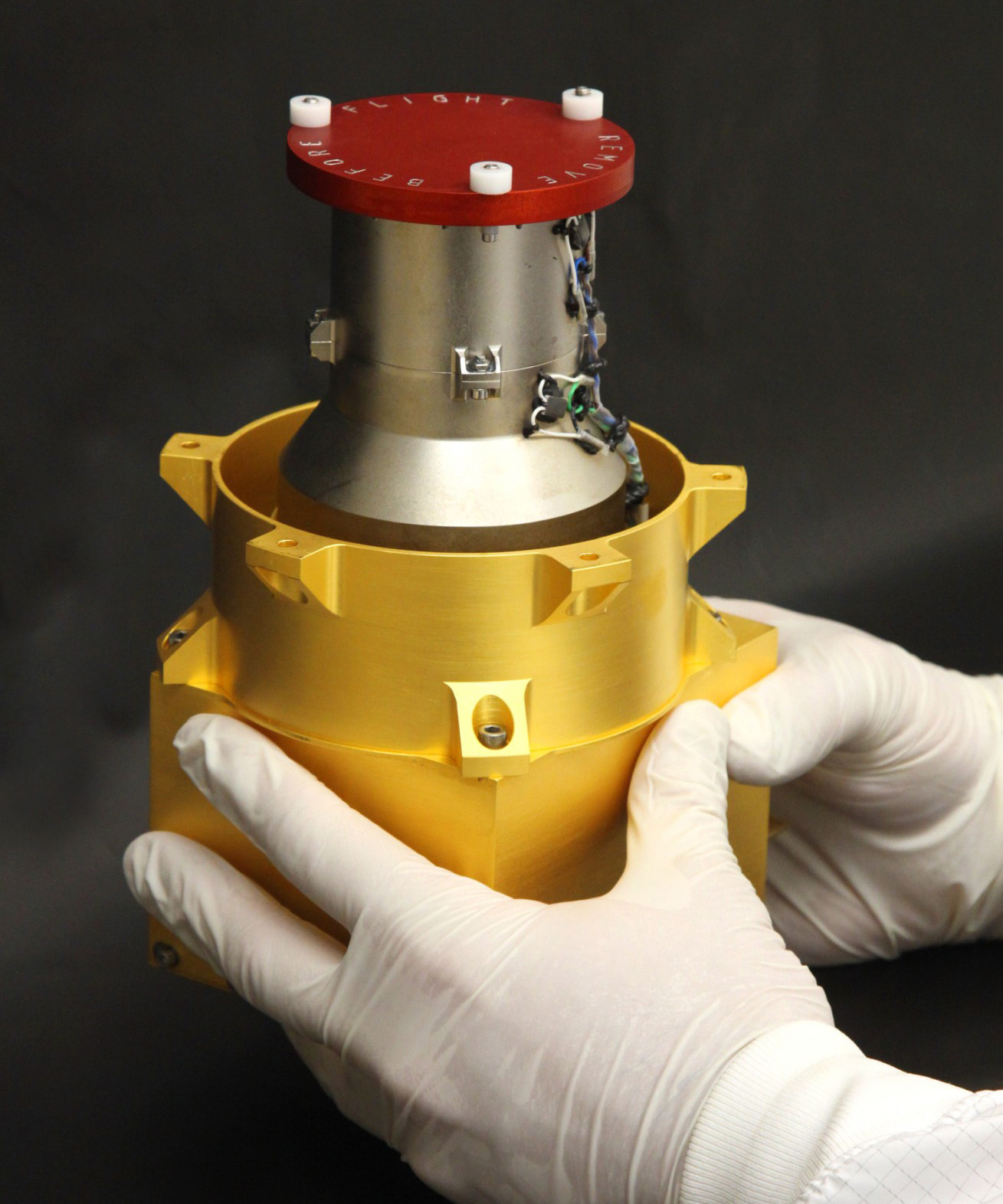
Radiation Assessment Detector on the Curiosity Rover (Mars Science Laboratory)

Comparació de la dosi de radiació - inclou la quantitat detectada en el viatge des de la Terra a Mart pel Detector d'Avaluació de Radiació a MSL (2011 - 2013).

Radiation Assessment Detector (RAD) (en (català) Detector d'Avaluació de Radiació) va ser el primer dels deu instruments de la Mars Science Laboratory (MSL) en ser encès.

## Objectiu
El primer paper de la RAD va ser caracteritzar l'ampli espectre de la radiació ambiental que es troba dins de la nau durant la fase de creuer. Aquests mesuraments no s'han fet abans des de l'interior d'una nau espacial en l'espai interplanetari. El seu objectiu principal és determinar la viabilitat i les necessitats de blindatge per als viatgers potencials humans en una missió tripulada a Mart, així com per caracteritzar l'ambient de radiació en la superfície de Mart, que es va començar a fer immediatament després de l'aterratge de la MSL, a l'agost de 2012. S'activà després del llançament i va gravar diverses puntes de radiació causades pel Sol.

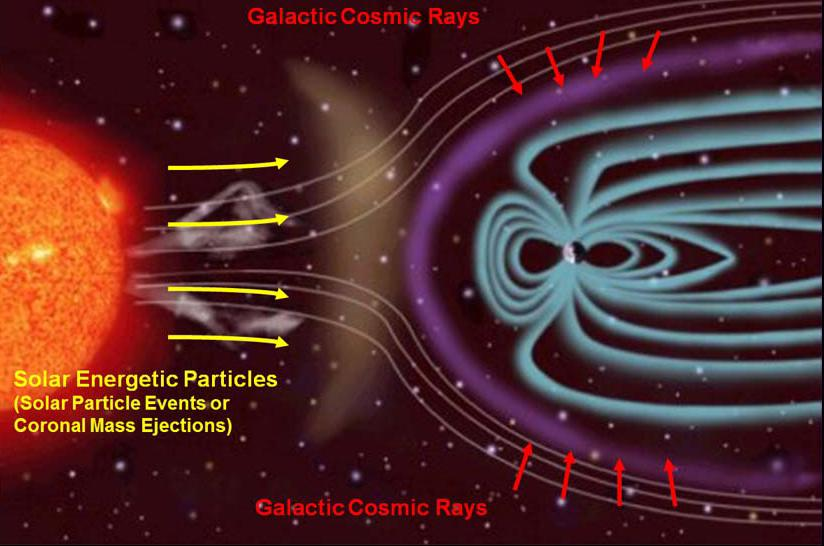
Les fonts de radiació ionitzant en espai interplanetari

La RAD és un projecte finançat per la Direcció de Missions de Sistemes d'Exploració de la NASA i l'Agència Espacial d'Alemanya (DLR), i desenvolupat per Southwest Research Institute (SwRI) i el grup de física extraterrestre a la  Christian Albrecht-Universität zu Kiel, Alemanya.
El 31 de maig de 2013, científics de la NASA van informar dels resultats obtinguts durant el creuer, i va afirmar que la dosi de radiació equivalent, fins i tot per a la ruta més curta d'anada i tornada amb els sistemes de propulsió actuals i protecció comparable resulta ser 0,66 ± 0,12 sievert. Això implica un gran risc per a la salut causada per la radiació de partícules energètiques de qualsevol missió tripulada a Mart.

Curiosity Rover - Alts nivells de radiació en el viatge des de la Terra a Mart (2011-2012).
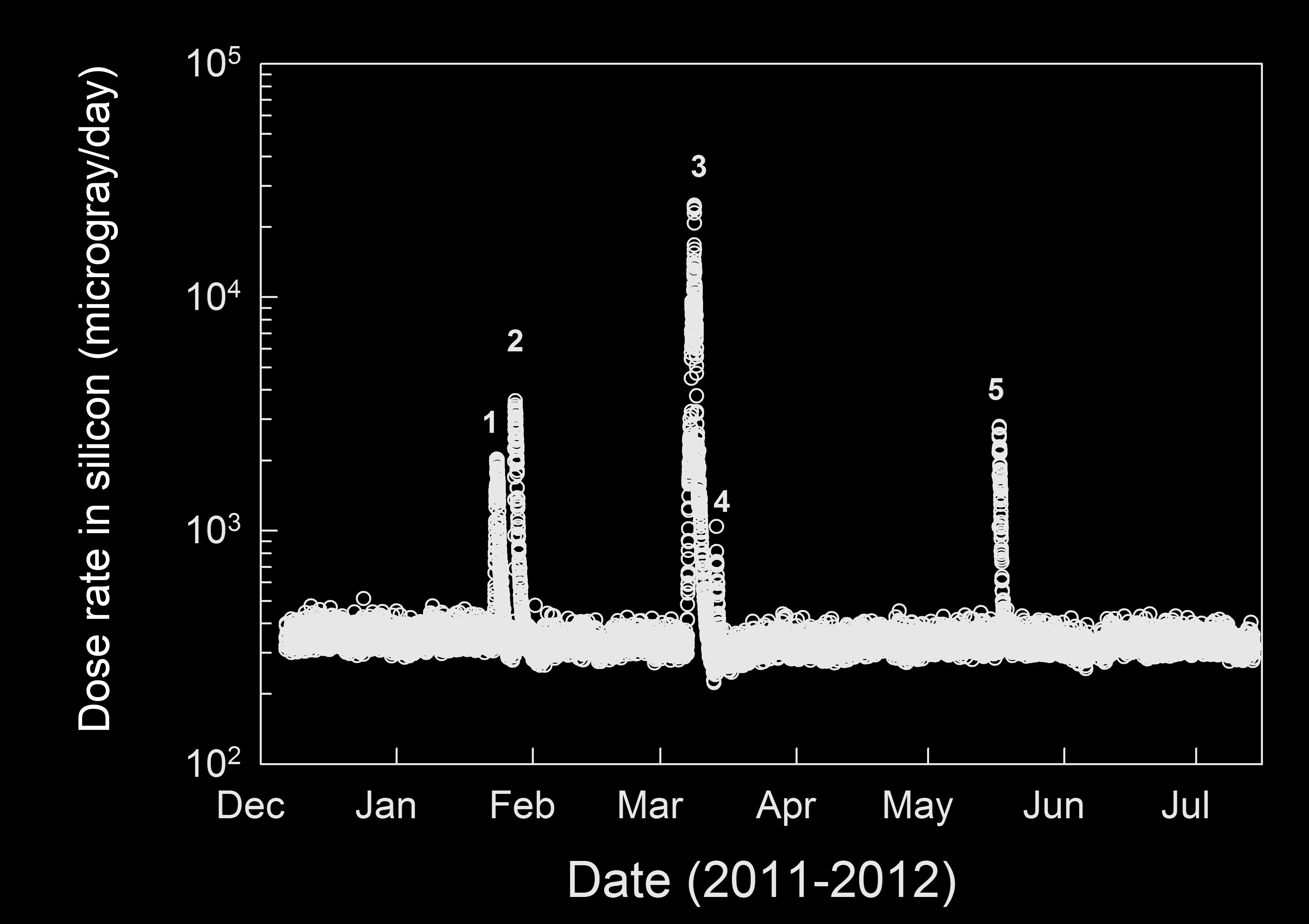
Nivells de radiació en el viatge de la Terra a Mart
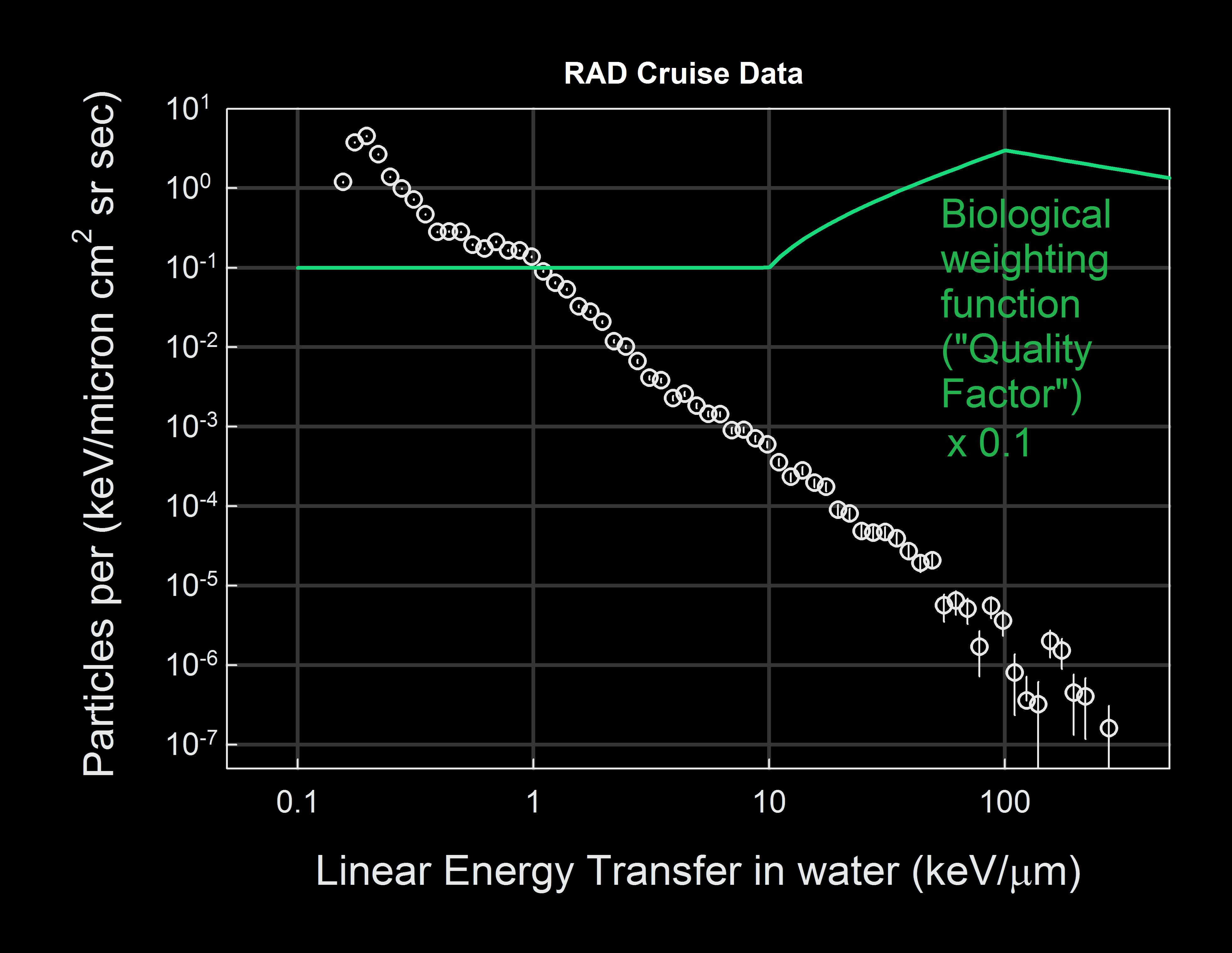
Càlcul de la dosi de radiació per al teixit biològic.

## Astrobiologia
La RAD està quantificant el flux de radiació biològicament perillosa en la superfície de Mart avui en dia, i ajudarà a determinar com aquests fluxos varien en cicles diaris i estacionals, amb el cicle solar i en escales de temps episòdiques (flamarades, tempestes). Aquestes mesures permetran que el càlcul de la profunditat a la roca o el sòl a la qual aquest flux, quan s'integra en escales de temps llargues, proporciona una dosi letal per als microorganismes terrestres coneguts. A través d'aquestes mesures, els científics poden aprendre a quina profunditat hauria de ser protegits per viure-hi sense problemes, o haver-ho estat en el passat.